# Lucas Rodríguez (Fußballspieler, 1999)
Lucas Rodríguez, vollständiger Name Lucas Gastón Rodríguez Richieri, (* 5. Oktober 1999 in Montevideo) ist ein uruguayischer Fußballspieler.

## Karriere
Defensivakteur Rodríguez steht seit der Clausura 2016 im Profikader des Zweitligisten Canadian Soccer Club. Dort debütierte er unter Trainer Elio Rodríguez am 5. März 2016 bei der 0:2-Heimniederlage gegen Deportivo Maldonado mit einem Startelfeinsatz in der Segunda División. Während der Spielzeit 2015/16 kam er in sieben Ligapartien (kein Tor) zum Einsatz. In der Saison 2016 bestritt er für den Klub drei Zweitligaspiele ohne persönlichen Torerfolg.